# Ali Al-Namash
Ali Al-Namash (31 ottobre 1982) è un ex calciatore kuwaitiano, di ruolo difensore.

## Carriera

### Club
Ha sempre giocato nel campionato kuwaitiano.

### Nazionale
È stato convocato per la Coppa d'Asia nel 2004.